# Metropoolregio Rijn-Neckar
De Metropoolregio Rijn-Neckar is een regio die gesitueerd is rond het drielandenpunt (land als in deelstaat) van Baden-Württemberg, Rijnland-Palts en Hessen. Het landkreis Bergstraße maakt tegelijkertijd ook deel uit van de Metropoolregio Rijn-Main. De belangrijkste steden zijn Mannheim, Heidelberg en Ludwigshafen.

## Naam
Het gebied is vernoemd naar de rivieren Rijn en Neckar die door het gebied stromen. De Neckar mondt in Mannheim uit in de Rijn.

## Indeling
De Rijn-Neckar regio omvat belangrijke steden als Mannheim, Ludwigshafen am Rhein en Heidelberg met de buitengebieden en sinds 1 januari 2006 ook de landelijke regio's Neckar-Odenwald-Kreis en Südpfalz. Het gebied is verregaand identiek aan het historische gebied Keur-Palts, waardoor —ondanks de ligging in drie deelstaten— er hechte socioculturele verbindingen bestaan.

### Gemeenten en landkreisen
De Rhein-Neckar regio is bestuurlijk als volgt ingedeeld (Stand: 31 december 2017):
- Baden-Württemberg
  - Gemeente Mannheim (307.997 inwoners)
  - Gemeente Heidelberg (160.601 inwoners)
  - Rhein-Neckar-Kreis (546.745 inwoners)
  - Neckar-Odenwald-Kreis (143.376 inwoners)
- Hessen
  - Kreis Bergstraße (268.780 inwoners)
- Rijnland-Palts
  - Gemeente Ludwigshafen am Rhein (168.497 inwoners)
  - Gemeente Worms (83.081 inwoners)
  - Gemeente Neustadt an der Weinstraße (53.353 inwoners)
  - Gemeente Speyer (50.931 inwoners)
  - Gemeente Frankenthal (Palts) (48.417 inwoners)
  - Gemeente Landau in der Pfalz (46.292 inwoners)
  - Rhein-Pfalz-Kreis (153.629 inwoners)
  - Landkreis Bad Dürkheim (132.739 inwoners)
  - Landkreis Germersheim (128.477 inwoners)
  - Landkreis Südliche Weinstraße (110.622 inwoners)

## Galerij

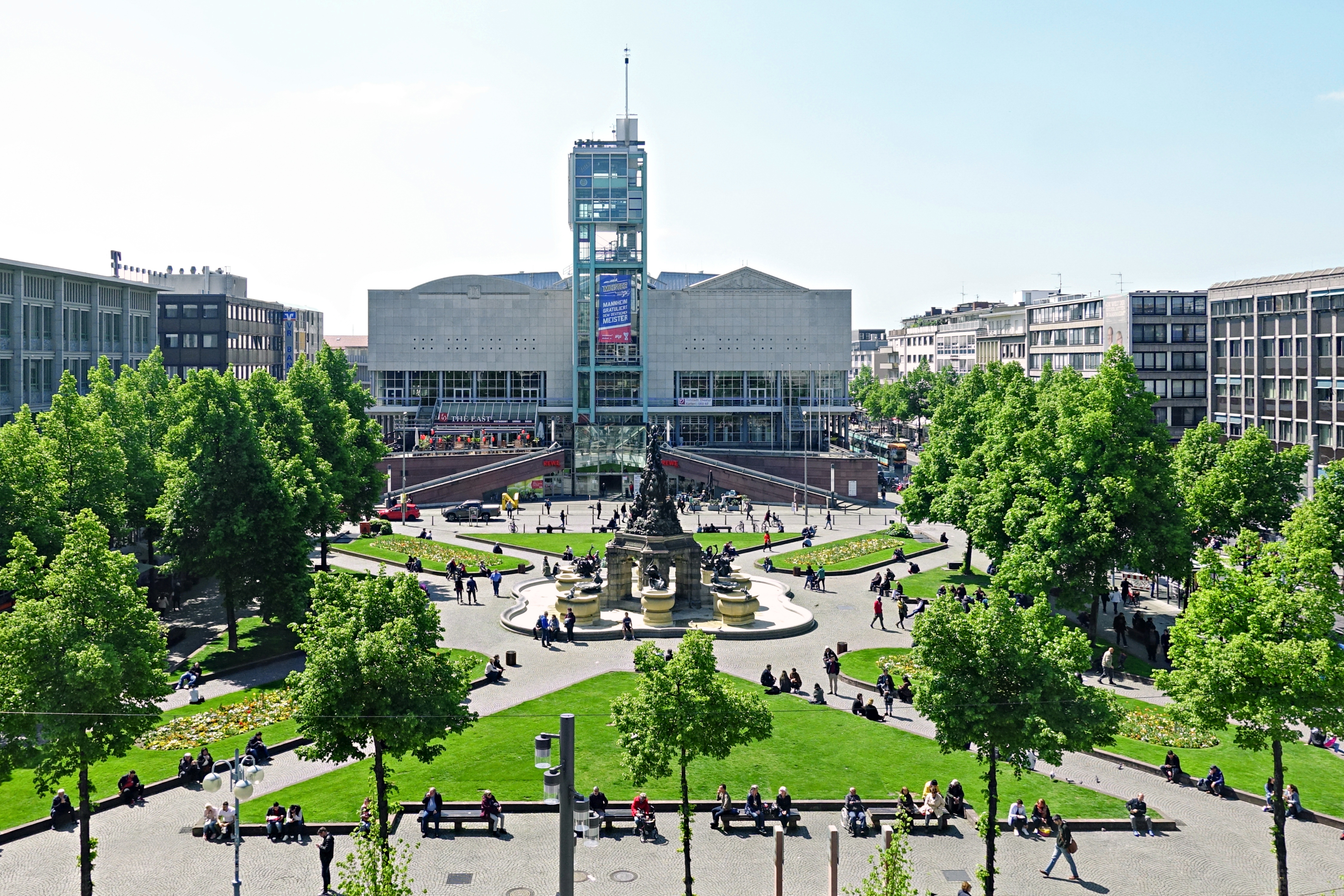
De Paradeplatz met het stadhuis van Mannheim
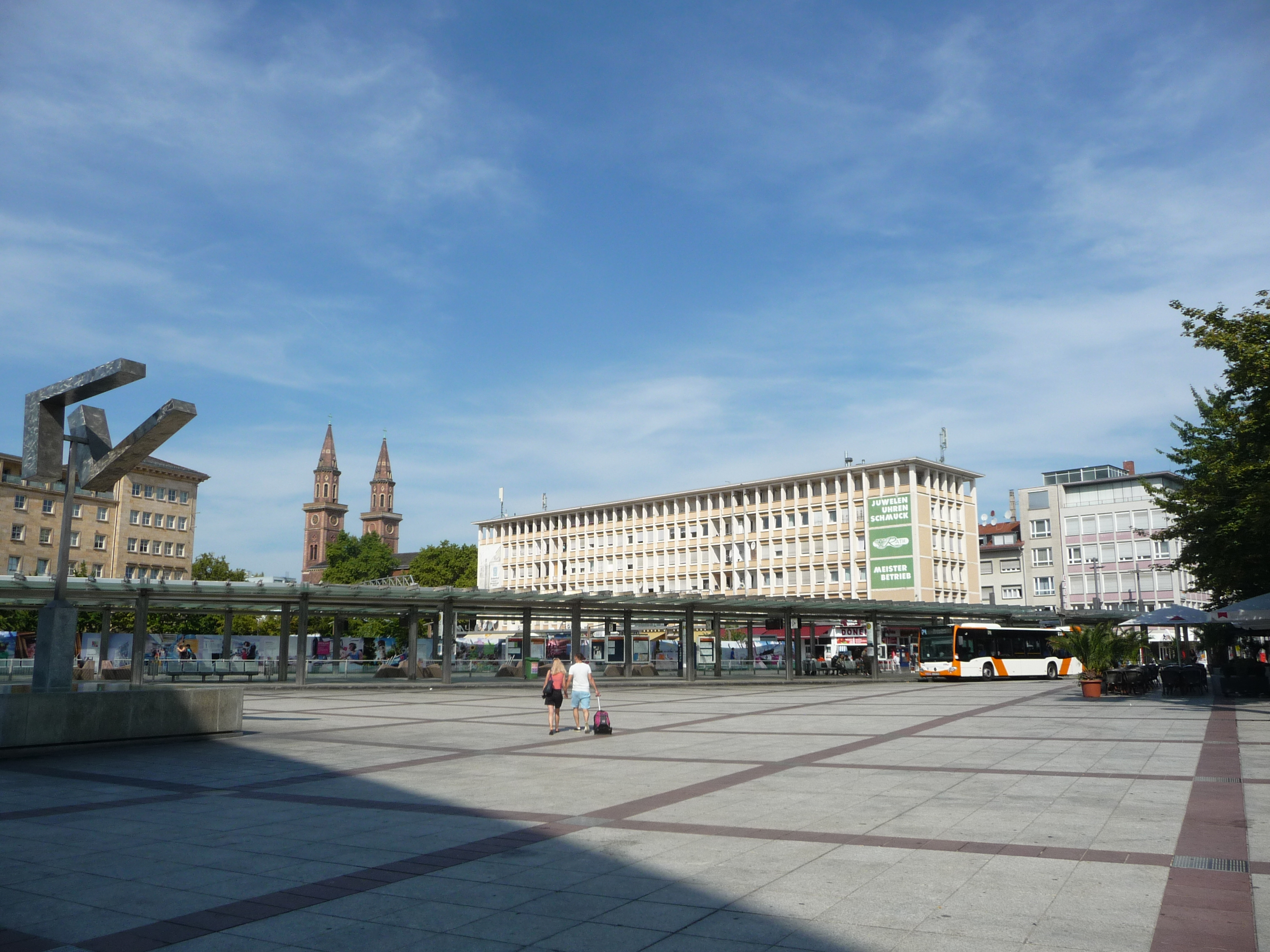
De Berlinerplatz in Ludwigshafen
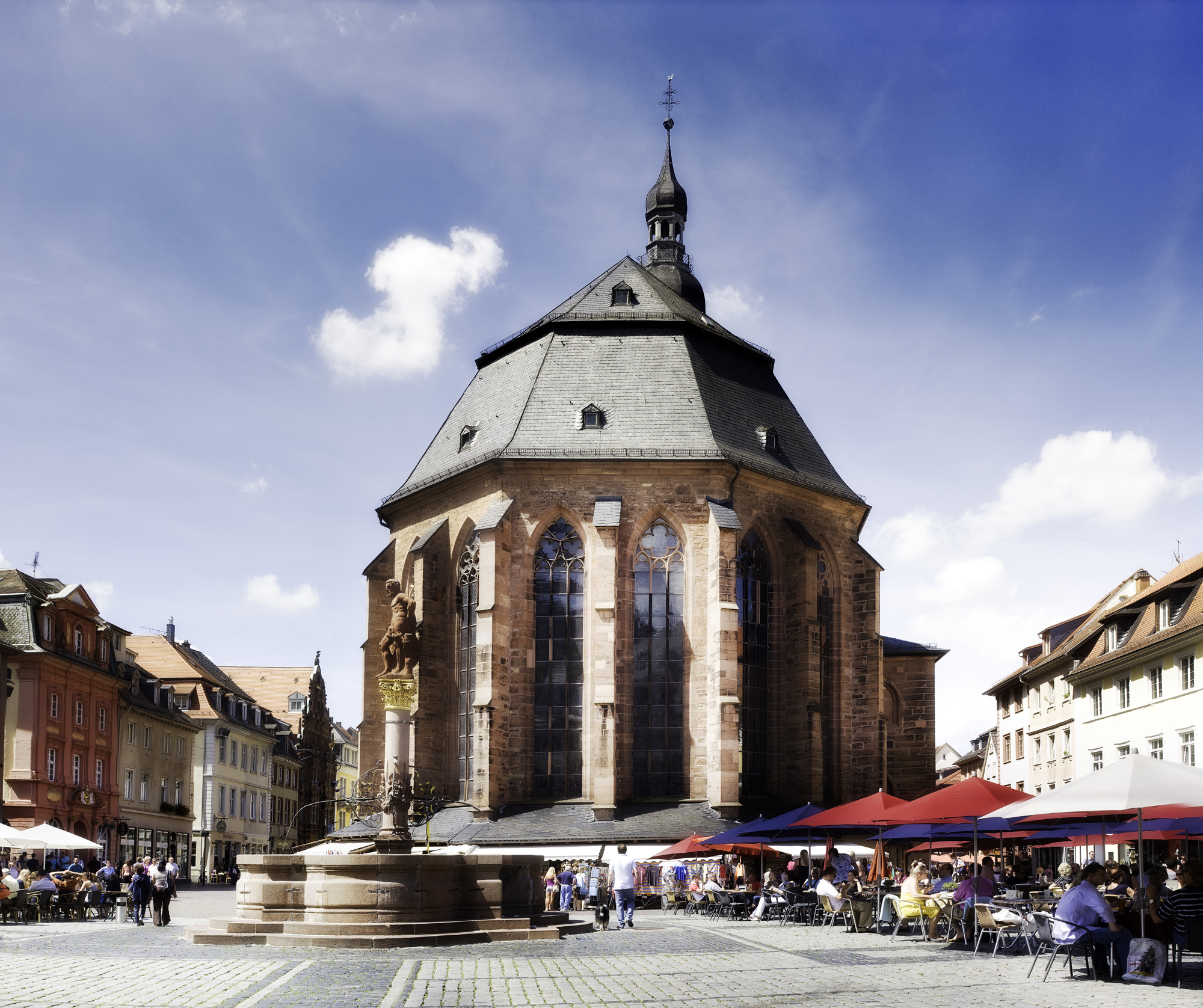
De Marktplatz in Heidelberg
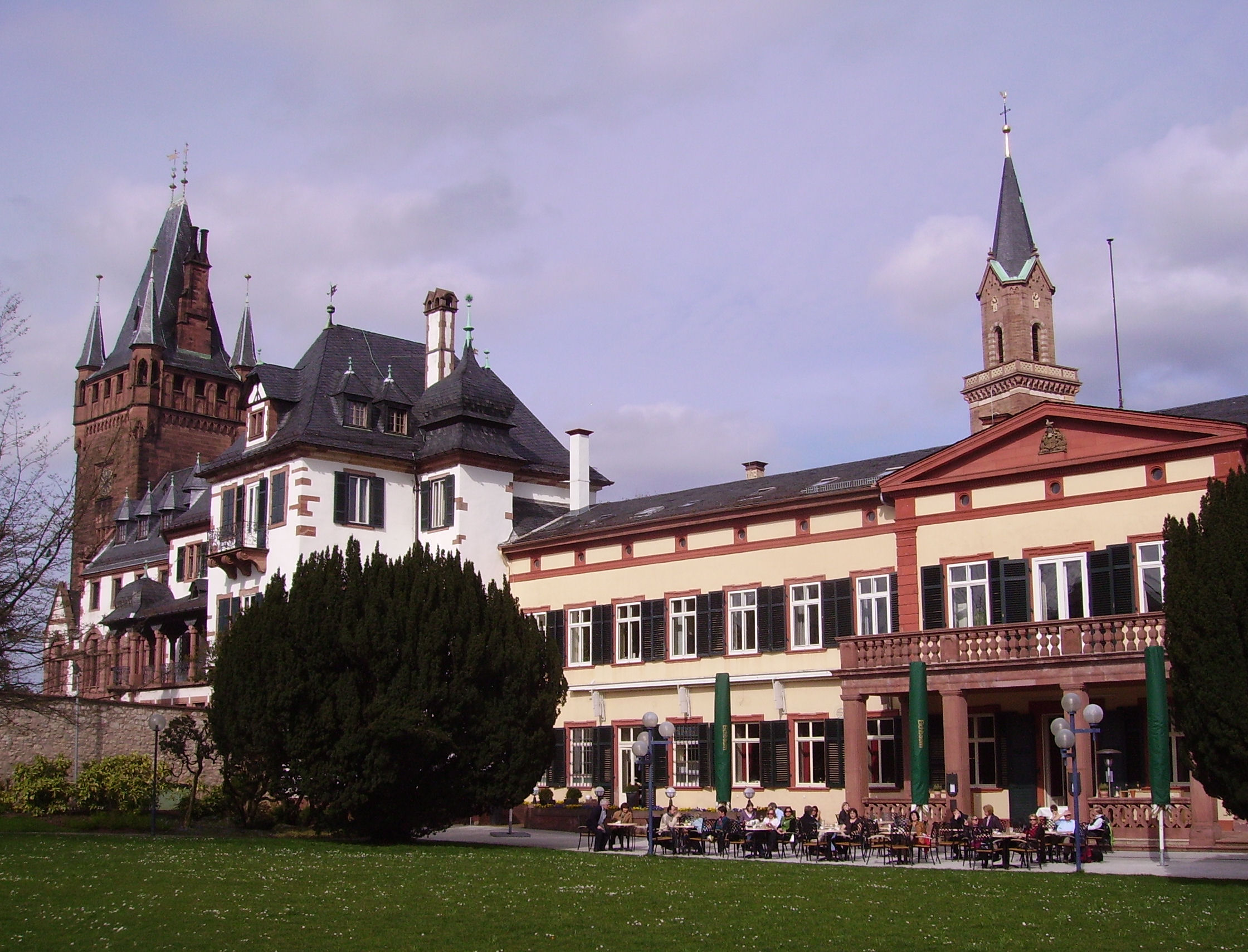
Het slot van Weinheim